# Evert Musch

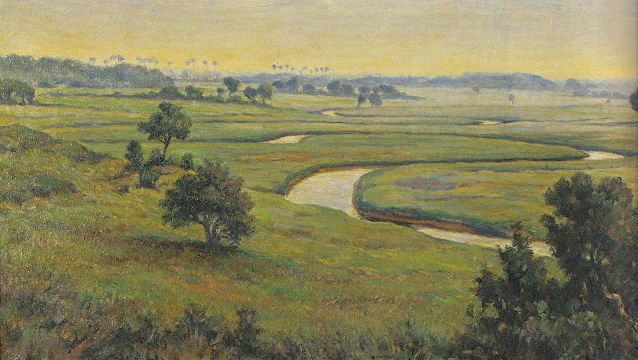
Drentse Aa door Evert Musch

Evert Musch (Groningen, 16 maart 1918 - Anloo, 5 december 2007) was een Nederlandse kunstschilder.

## Leven en werk
Musch volgde een opleiding aan Academie Minerva (1936-1940) in zijn geboorteplaats, waar hij les kreeg van onder meer Willem Valk, Arnold Willem Kort en Cornelis Pieter de Wit. Van 1947 tot 1981 was Musch docent aan de Academie Minerva, als opvolger van zijn oud-leraar De Wit. Hij was leraar van onder andere Henk Helmantel, Wim Crouwel en Martin Tissing.
Musch schilderde, aquarelleerde en tekende onder andere landschappen en figuren in naturalistisch-impressionistische stijl. Hij was ook werkzaam als lithograaf en illustrator van boeken, onder meer Kinderen in verstand en boosheid, van de Groninger schrijver Piet Keuning en van Harm, de boer van 't Hoogelaand, geschreven door Lucas Jonker.
Musch trouwde in 1943 met schilderes Johanna ("To") Jager, die hij op Academie Minerva heeft leren kennen. In 1945 verhuisden ze van de stad Groningen naar Drenthe. Musch was lid van de kunstenaarsvereniging De Jongeren (1941-1942) en van De Drentse Schilders (1947-1953). In 1954 was hij mede-oprichter van het Drents Schildersgenootschap. In 1985 ontving hij de Culturele prijs van Drenthe. Het Drents Museum in Assen hield in 1988 een overzichtstentoonstelling van zijn werk.